# استانجین
استانجین یکی از روستاهای استان آذربایجان شرقی است که در دهستان کاغذکنان مرکزی بخش کاغذکنان شهرستان میانه واقع شده‌است. مردمان این روستا به زبان ترکی آذربایجانی سخن می گویند.
شغل اصلی مردم این روستا، دامداری و کشاورزی است. برخی از آستانجینی ها، بهار و تابستان را در روستا مشغول به کار هستند و در فصل پاییز و زمستان در شهر تهران مشغول به کار می‌شوند. 
بيشتر آستانجيني ها مقیم تهران هستند و فعالیت های گسترده ای در حوزه های مختلف اعم از سیاسی،اقتصادی،فرهنگی،علمی و ... دارند و عمده آستانجینی ها را کسبه بازار بزرگ تهران(اغلب صنف پوشاک) تشکیل میدهند. همچنین بیشتر آستانجینی‌ها در محله نازی آباد , یاخچی آباد و علی آباد تهران و همچنین در شهر قدس زندگی می‌کنند.
آب و هوای این روستا معمولاً در بهار و تابستان و نیمه اول پاییز خنک و در زمستان و نیمه دوم پاییز سرد است.
روستای آستانجین دارای زمین‌های کشاورزی و باغات وسیعی است. محصولات کشاورزی این روستا بیشتر گندم و عدس است. 
همچنین در باغات آن علاوه بر اینکه درختان گردو و توت زیادی دیده می‌شود می‌توان انواع میوه‌ها مانند سیب، گلابی، آلبالو، گیلاس،زالزالک، انگور، آلو، انجیر، به و ... را یافت. مردم این روستا لبنیات خود را با دامداری و از گاو و گوسفندان خود تأمین می‌کنند.در این روستا دو امامزاده هستند که محل زیارت روستائیان ونیز روستاهای اطراف میباشد این دو امامزاده پدر و پسر میباشند به نام های امامزاده علی و امامزاده محمد که در سایت رسمی امام زادگان کشور ثبت شده اند و از نوادگان امام جعفر صادق میباشند.این روستا دارای مدرسه و خانه بهداشت و همچنین دکل ماهواره ای تلویزیون و مخابراتی میباشد. خانه بهداشتی با امکانات متوسط به نام شهید محمد سپهری و شهید سعید ناصری در آن بنا شده است.مدرسه این روستا به نام شهید عیوض رفیعی می باشد. باغات این روستا به سه بخش اصلی درمانلار و گونیی و گوزیی تقسیم شده اند که معنی لغوی آن جای آسیاب ها و جای آفتاب گیر و نیز جایگاه سایه می باشد. لازم به ذكر است كه لوله كشي آب در اين روستا انجام شده است و روستاييان از برق و گاز نيز بهره مند هستند.
از جمله طرح هاي ناتمام در اين روستا، طرح هادی در سالهای اخیر است که به دلیل کمبود بودجه نیمه کاره مانده است. برای گسترش راه داخلی روستا، برخي از روستاييان با اهداي زمین خود در جهت آبادانی روستا گام برداشتند.

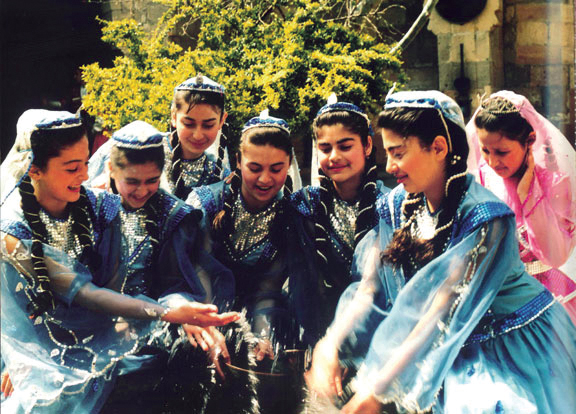

## تصاویری از طبیعت زیبای روستا

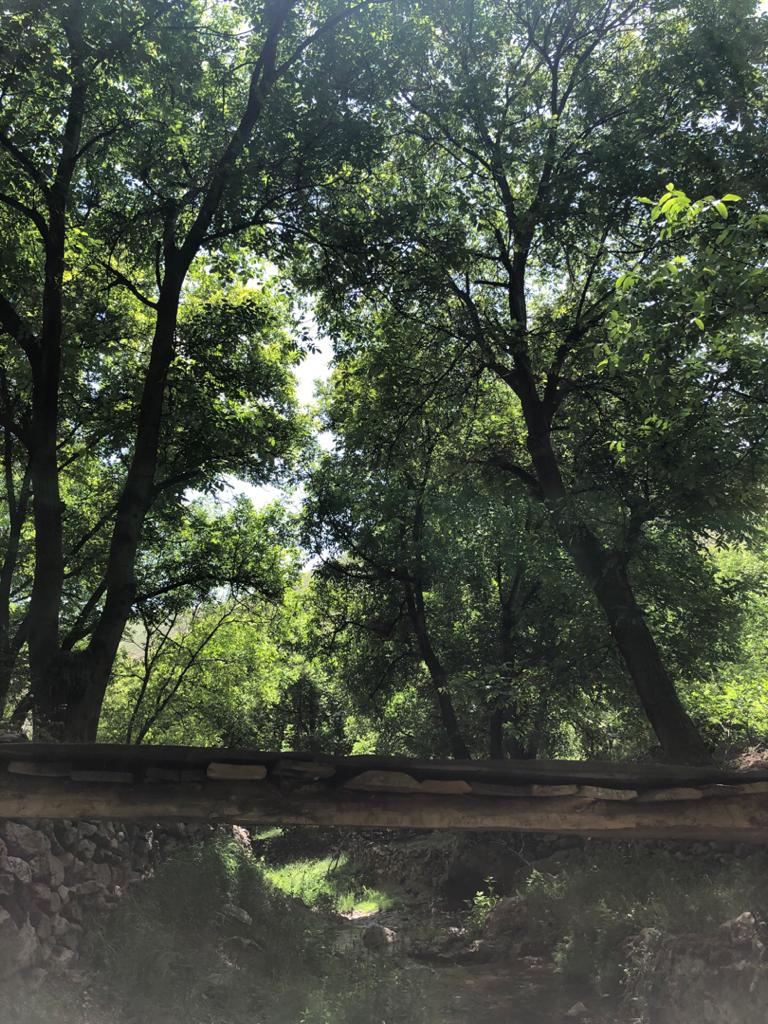
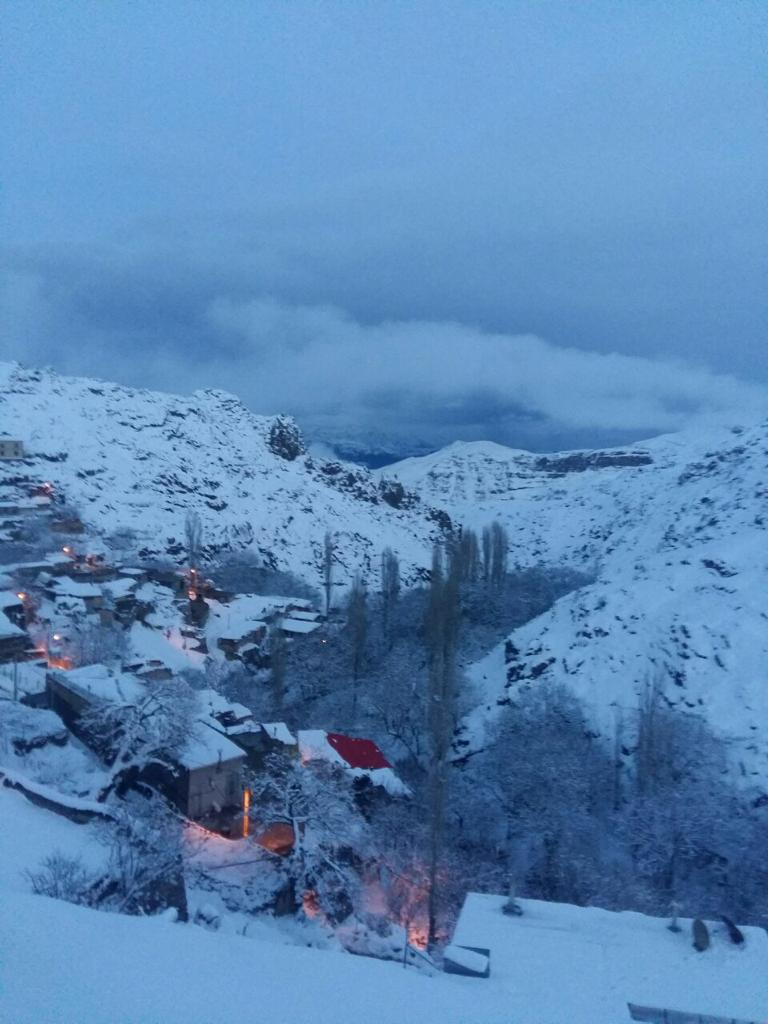
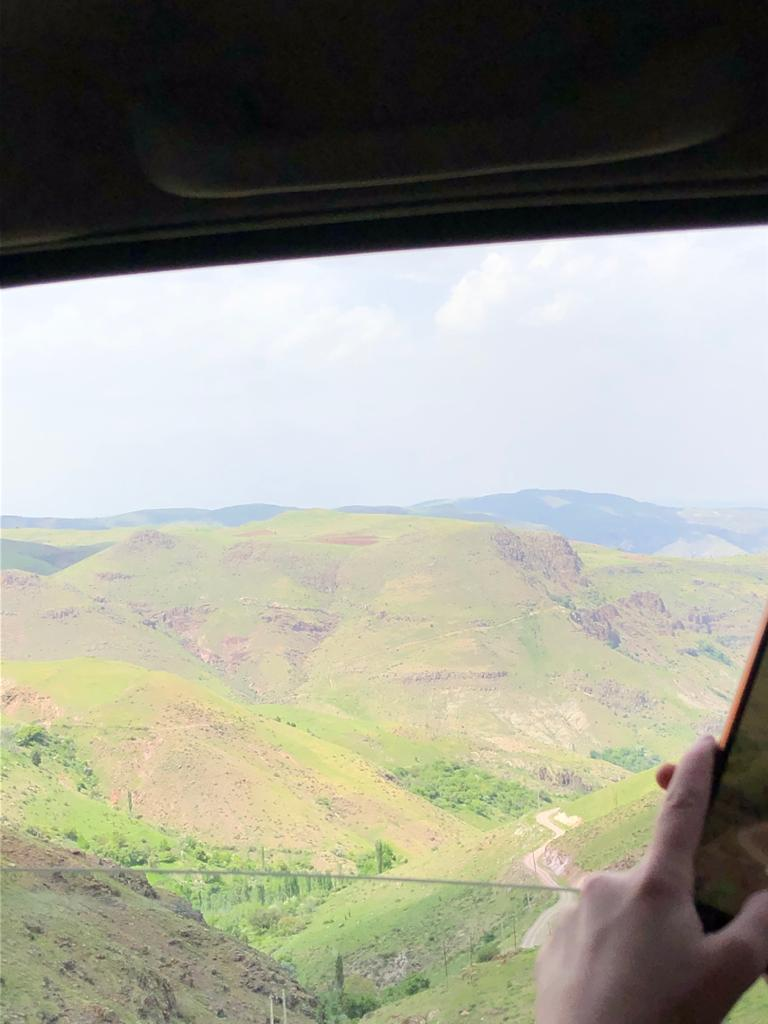
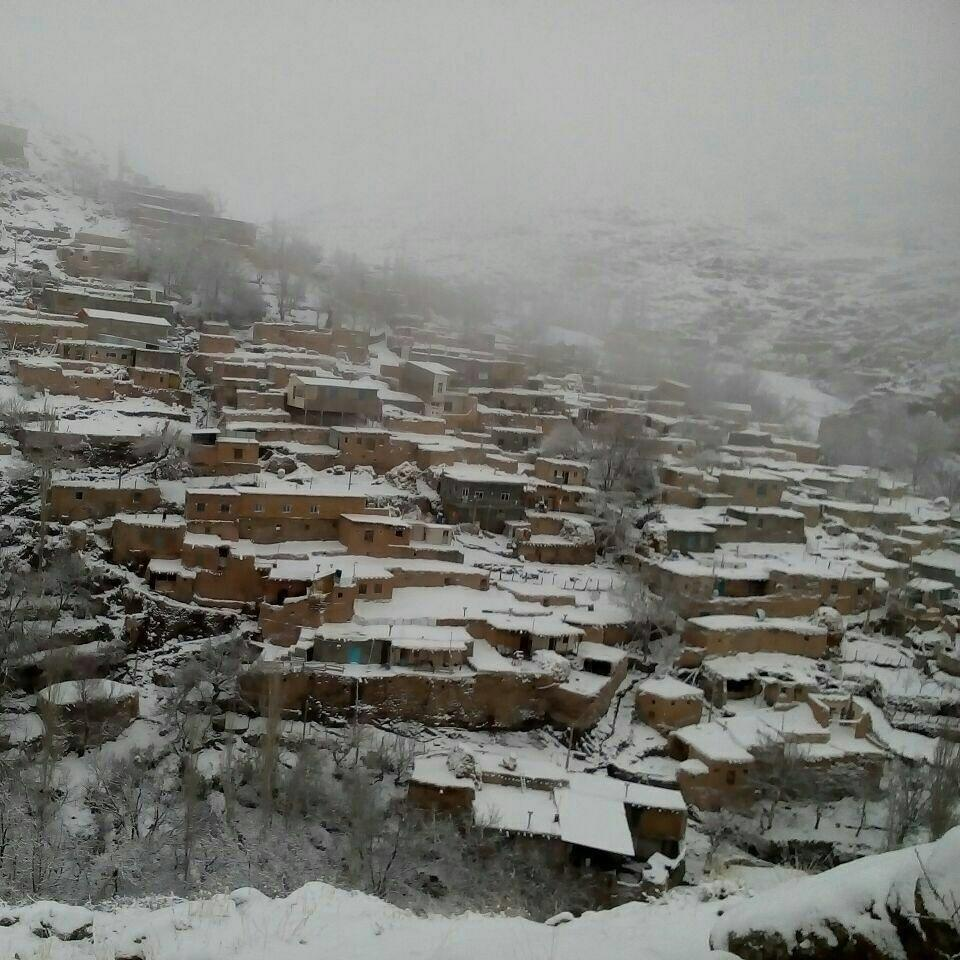
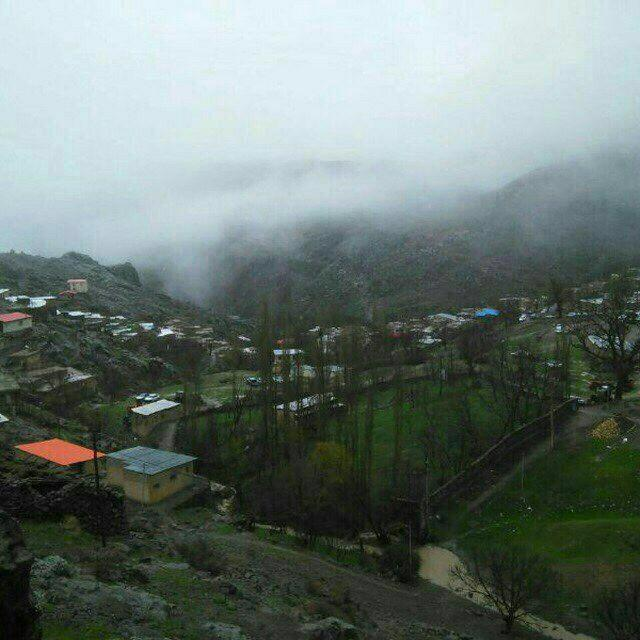
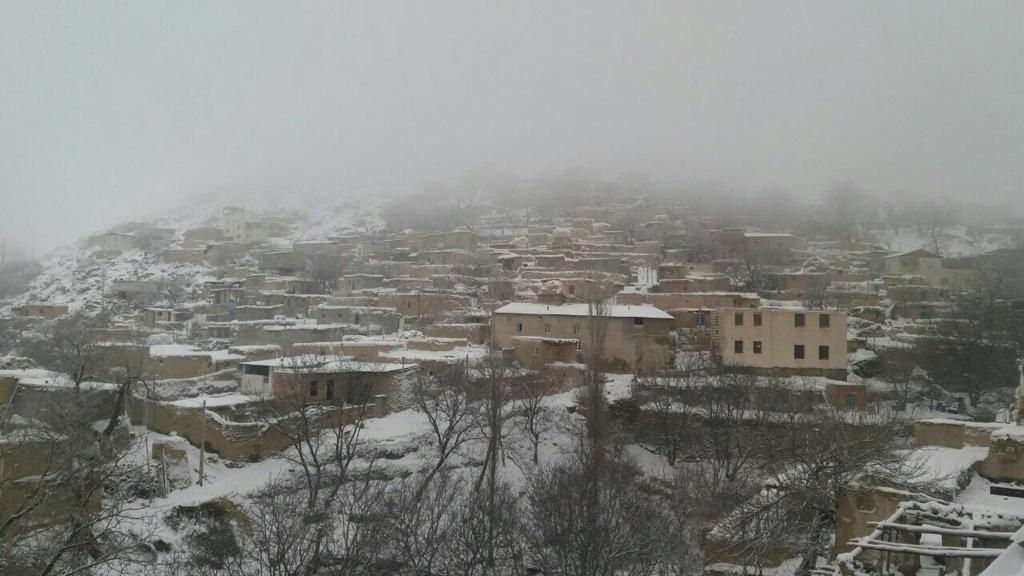
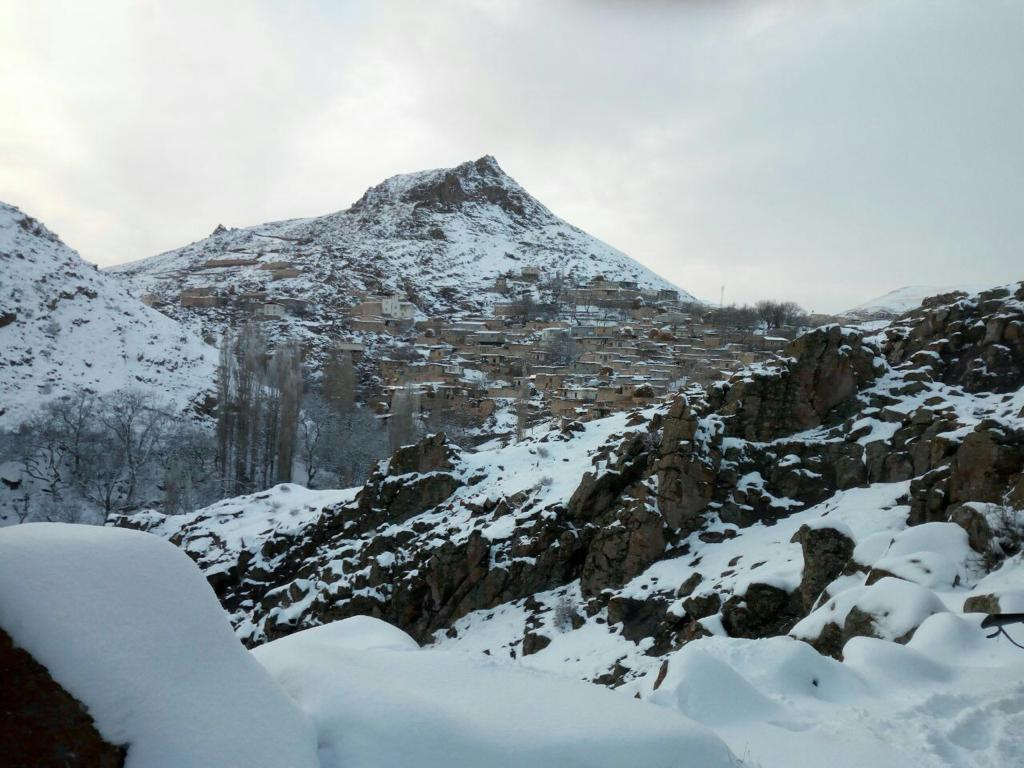
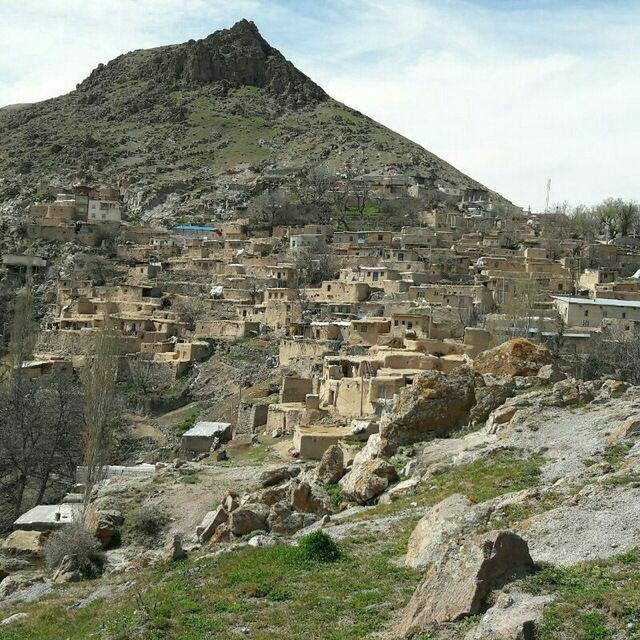
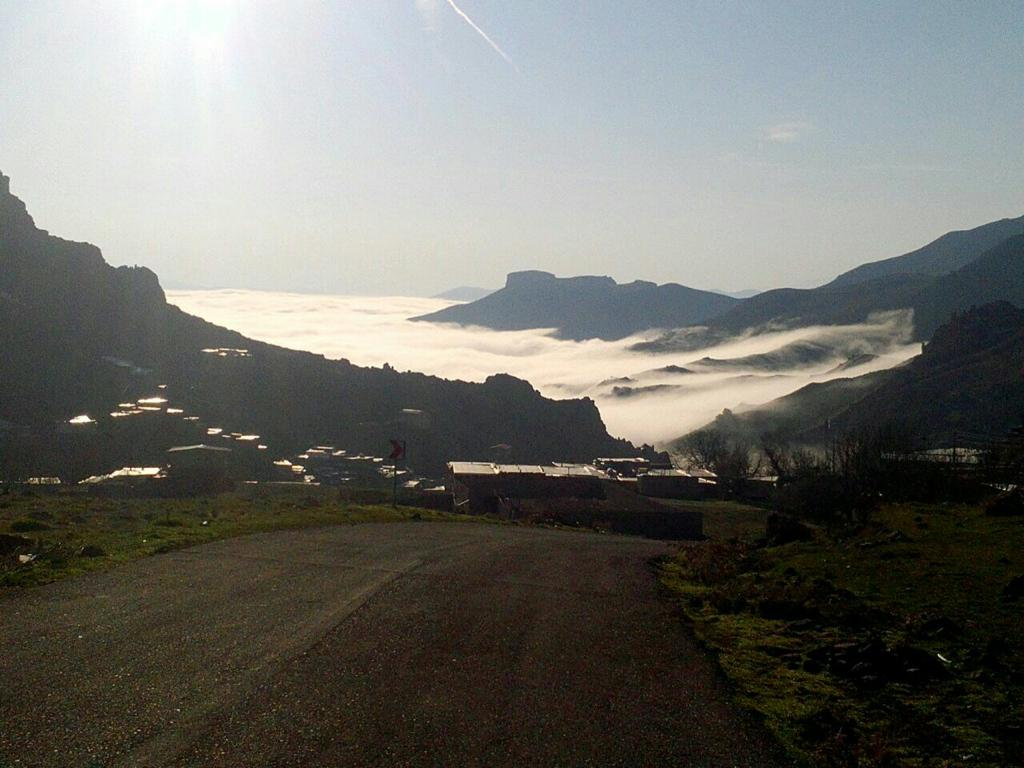
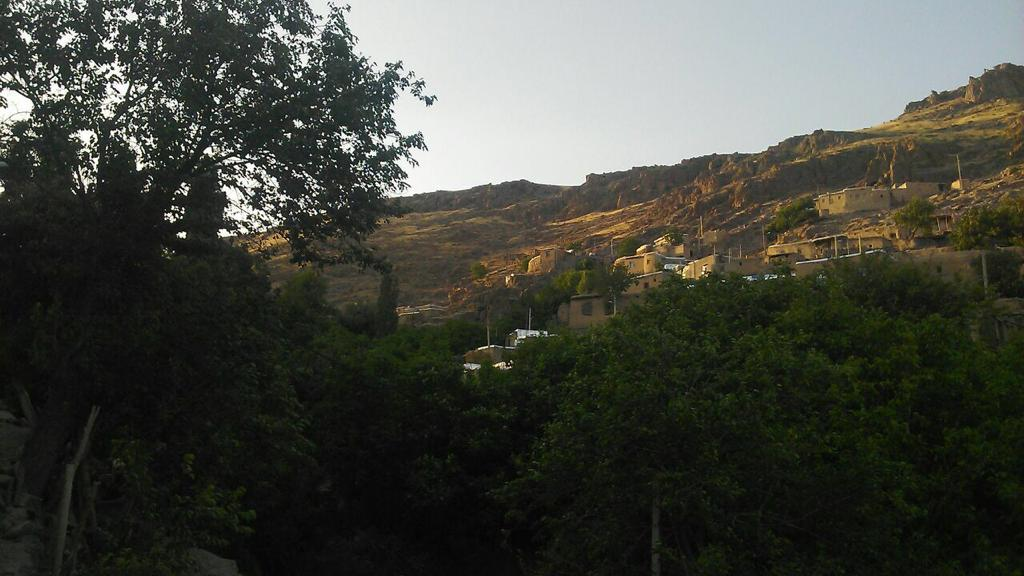
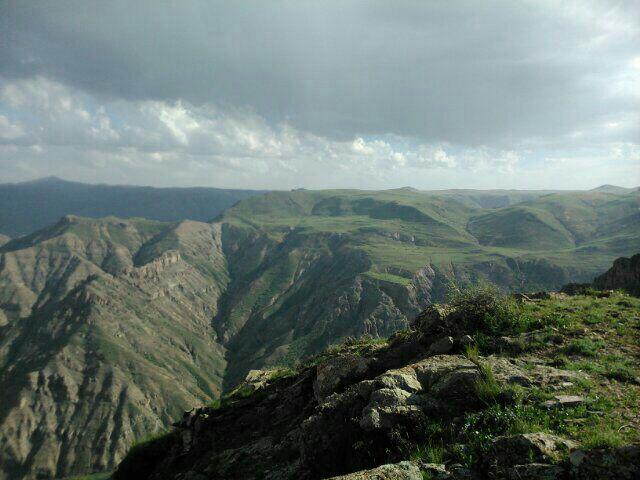
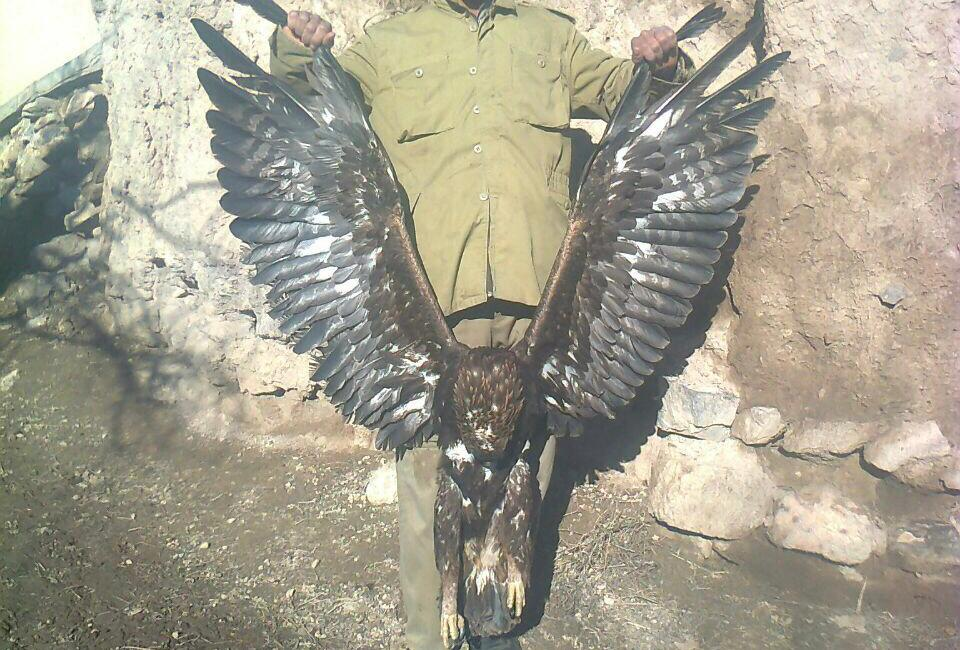
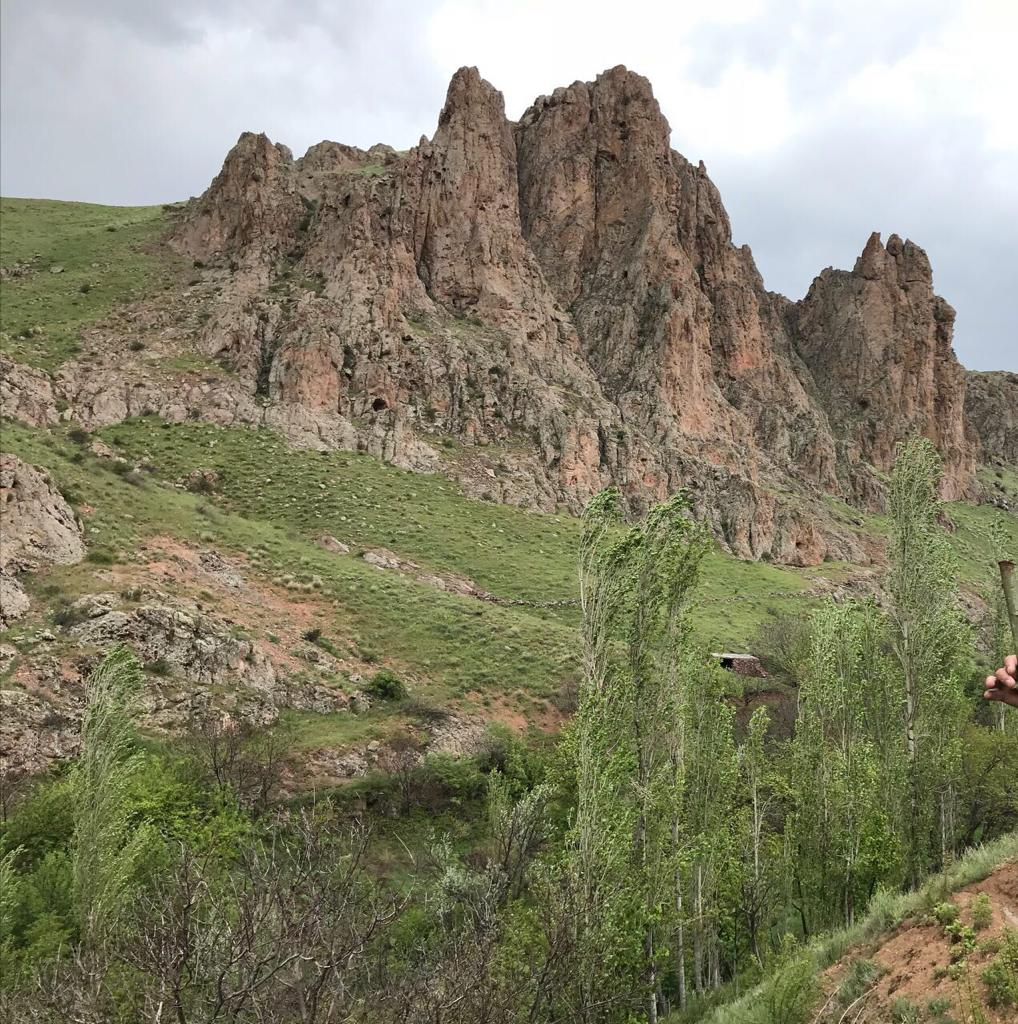
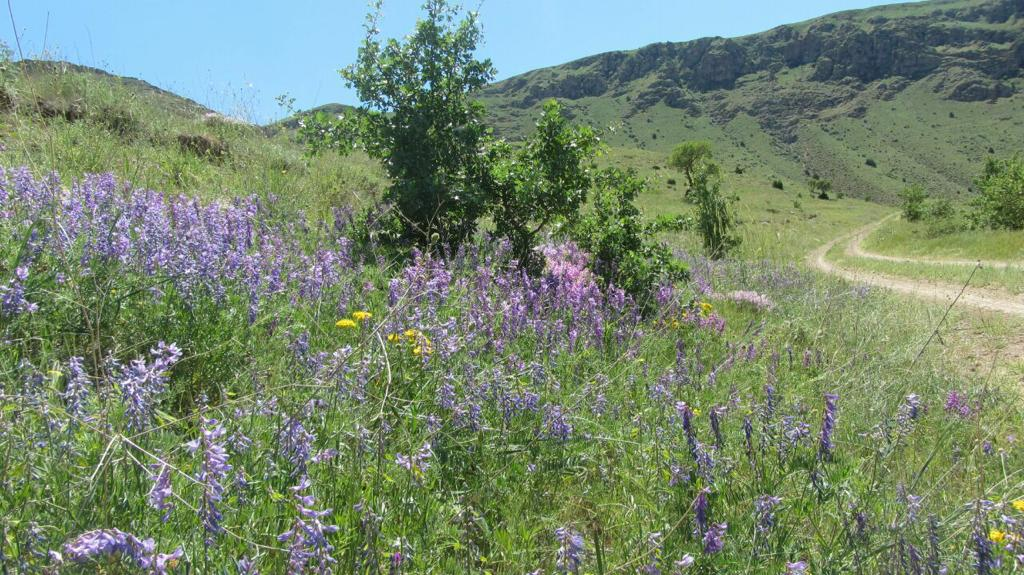
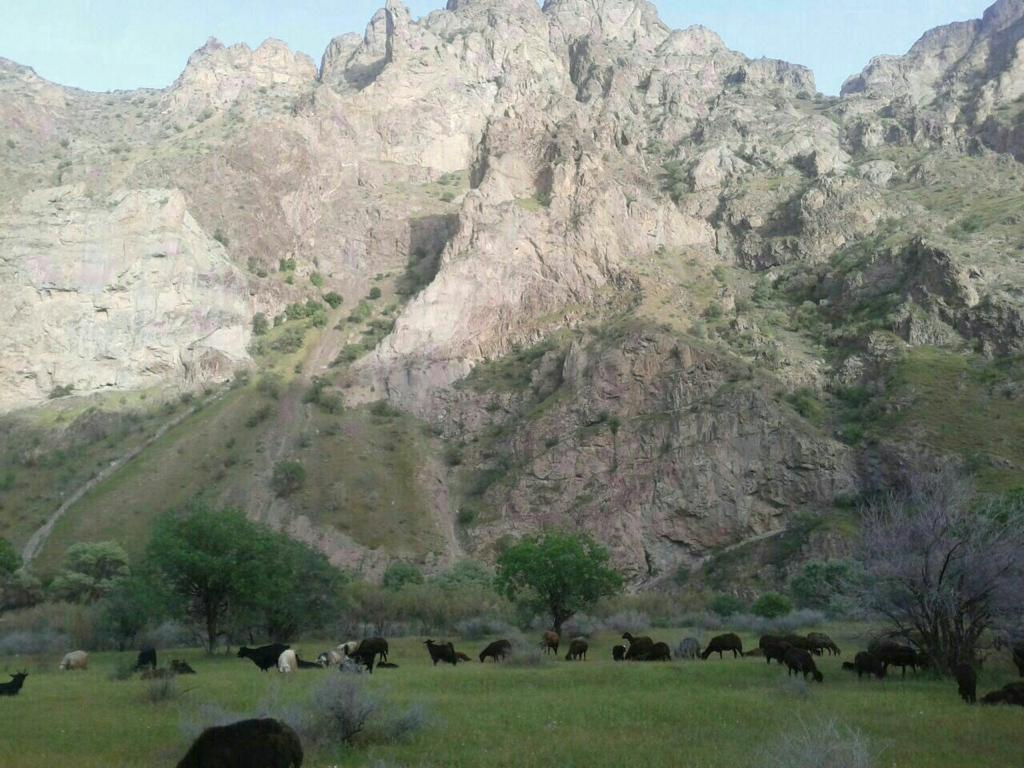
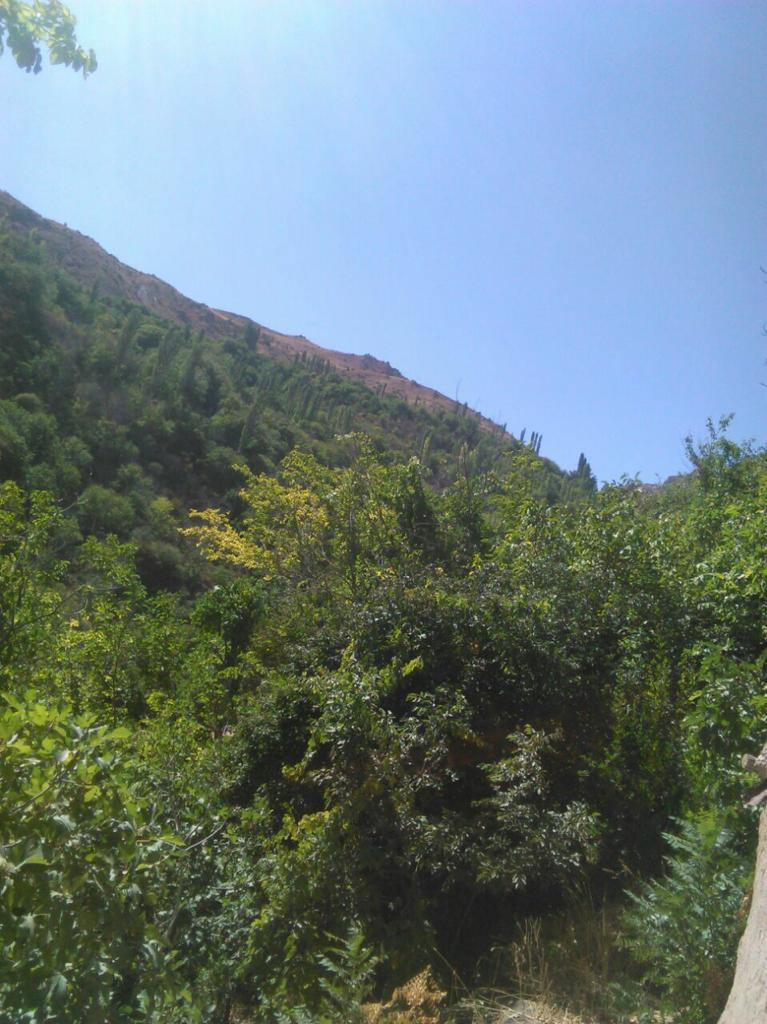
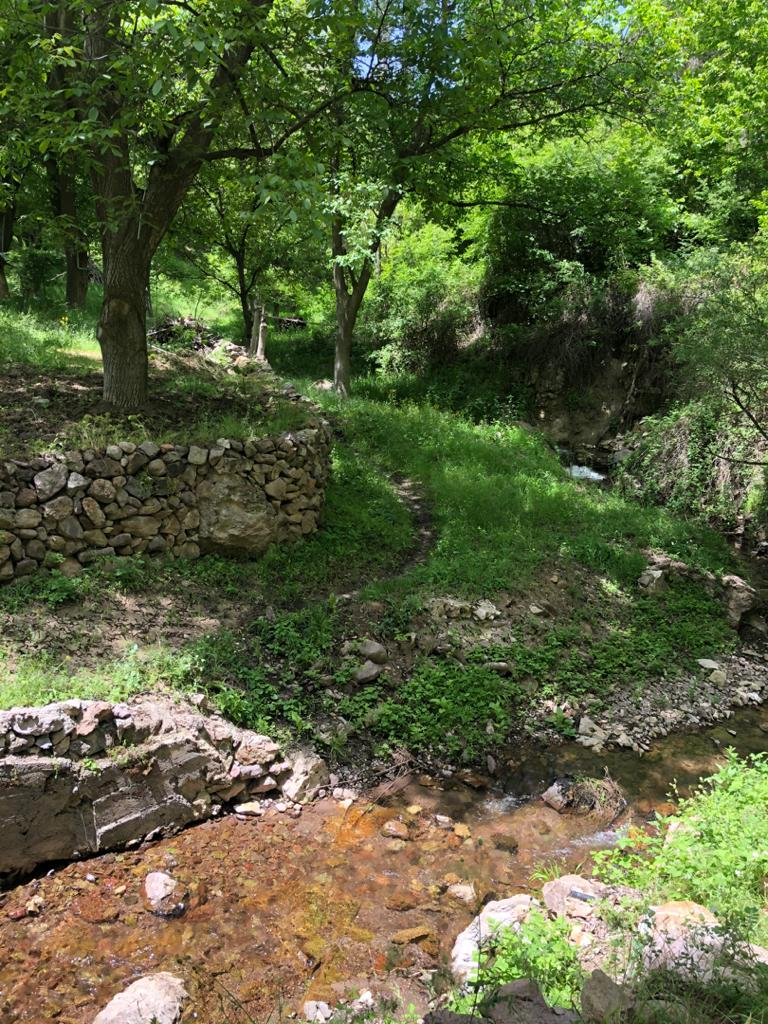
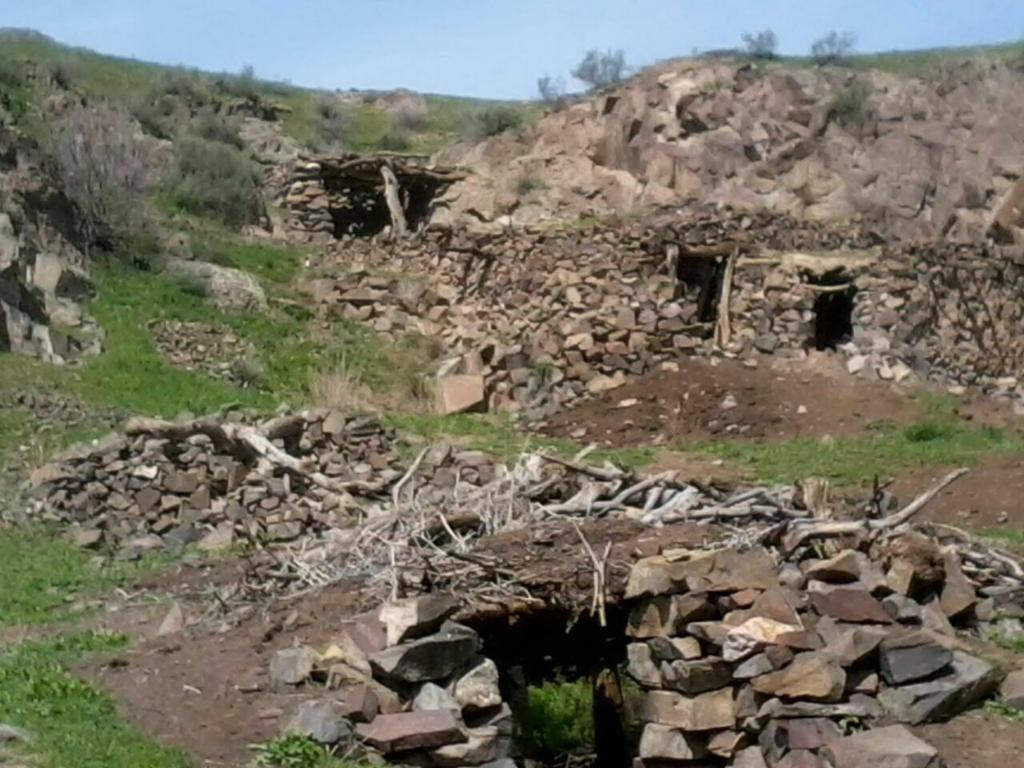
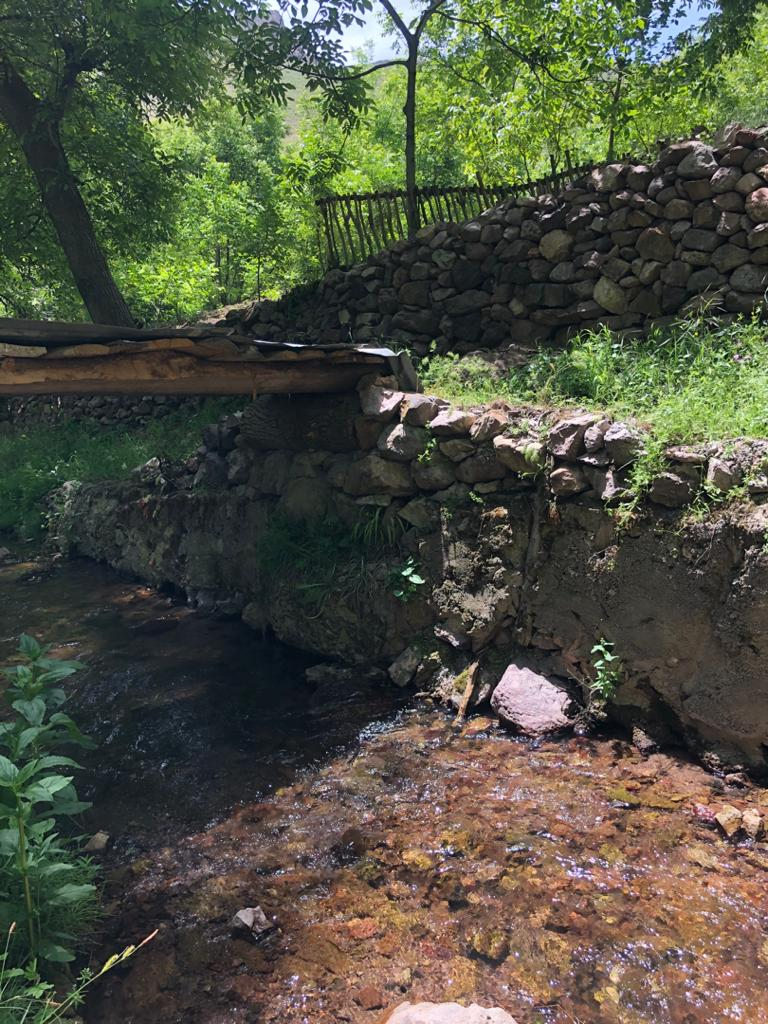
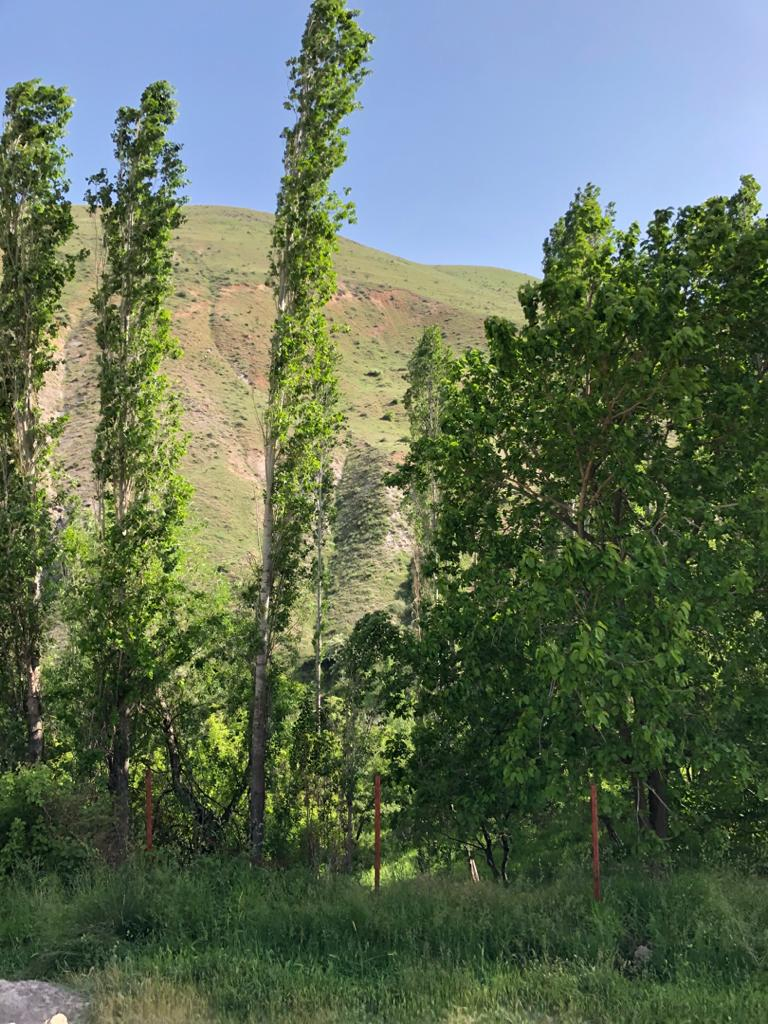
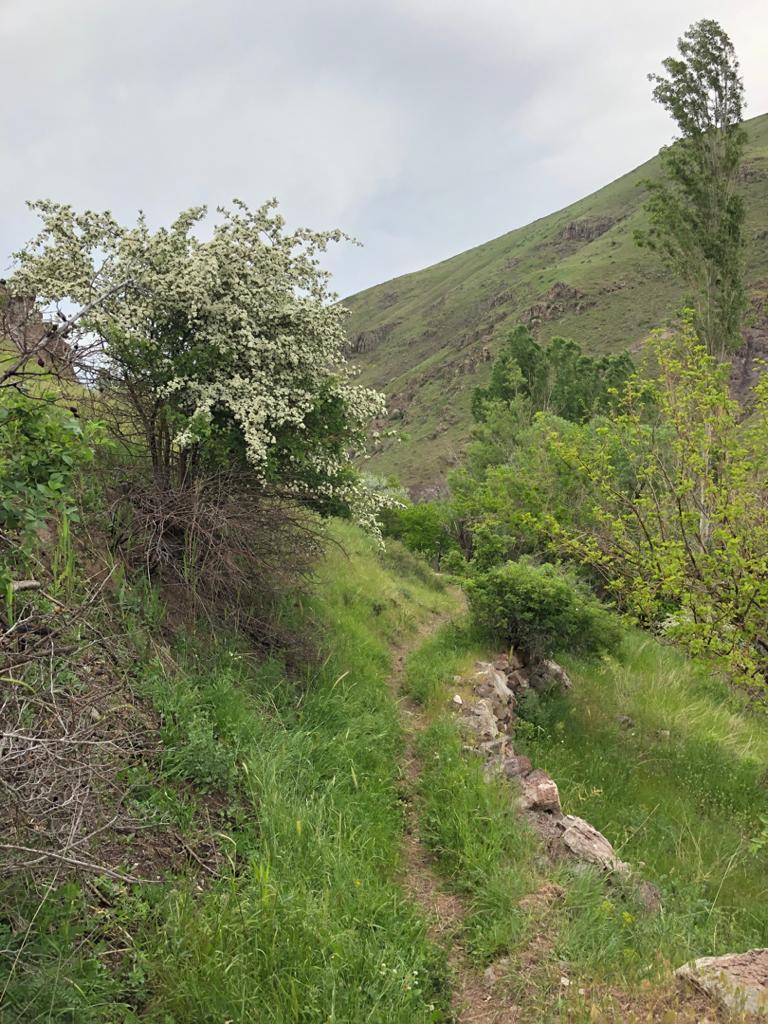
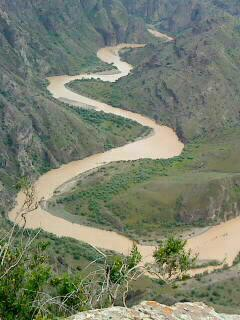
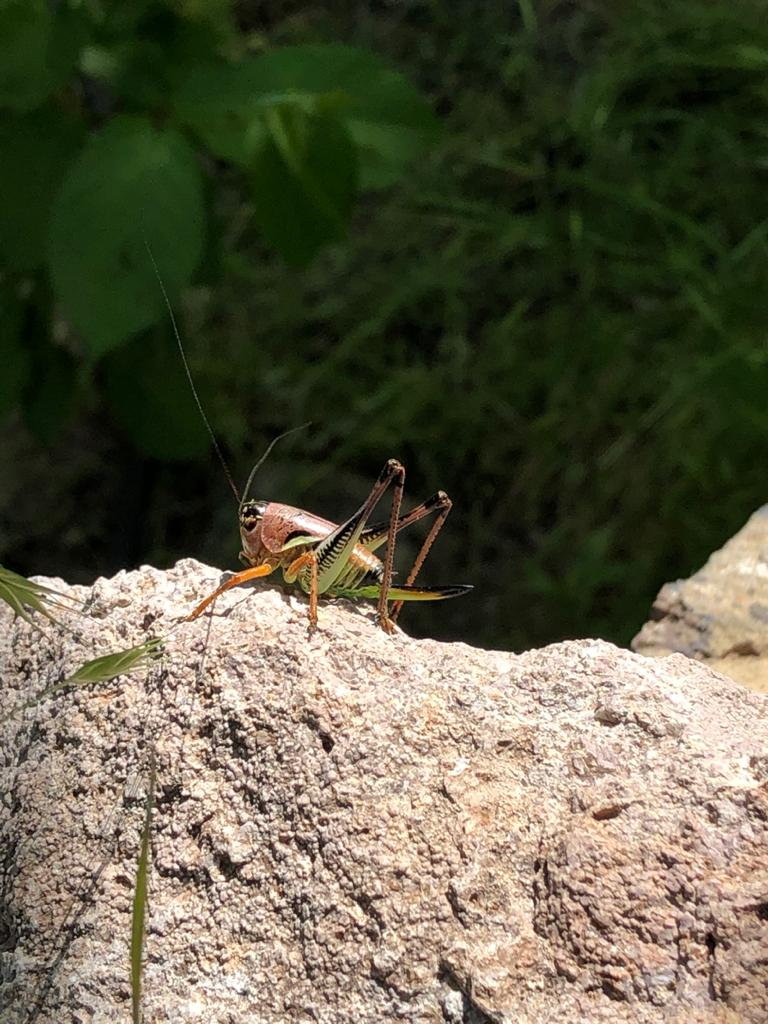
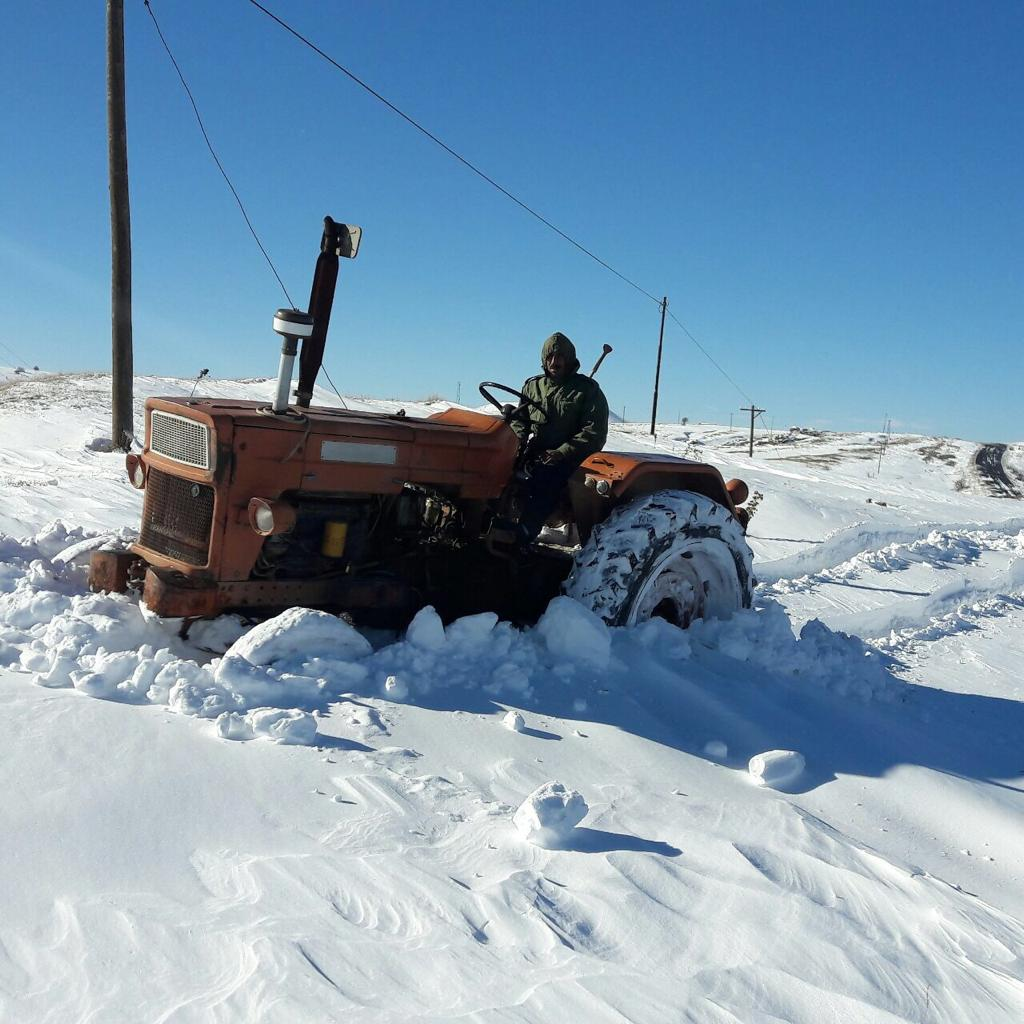